# Jack Steinberger
Jack Steinberger (født 25. maj 1921 - død 12. december 2020) var en tysk-amerikansk fysiker. Han modtog Nobelprisen i fysik i 1988.